# مرش‌آن‌فمن
شهر مرش‌آن‌فمن (به فرانسوی: Marche-en-Famenne) در شهرستان مرش‌آن‌فمن  در استان لوکزامبورگ  در منطقه فدرال والوون در کشور بلژیک واقع شده‌است.

## نگارخانه

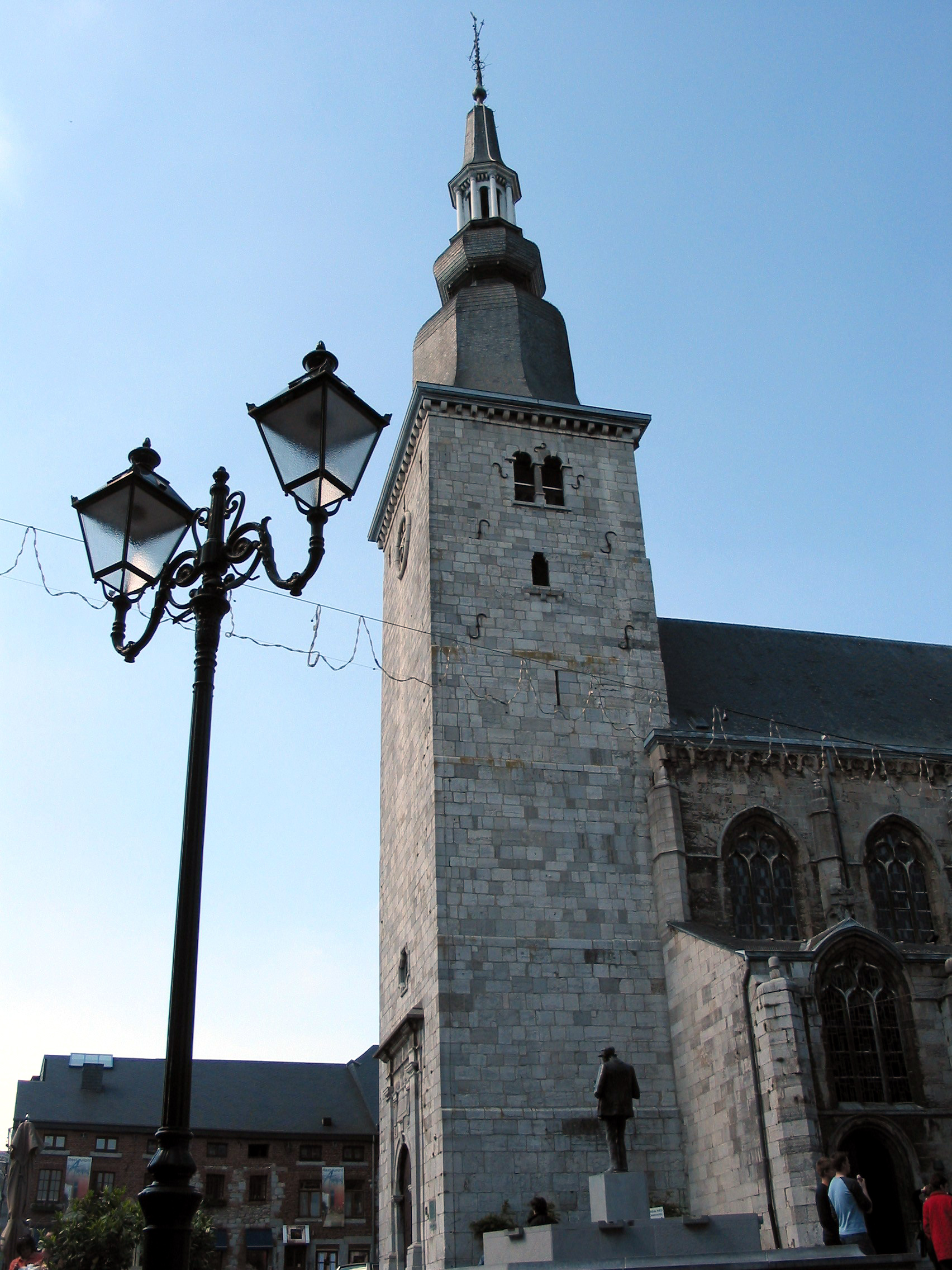
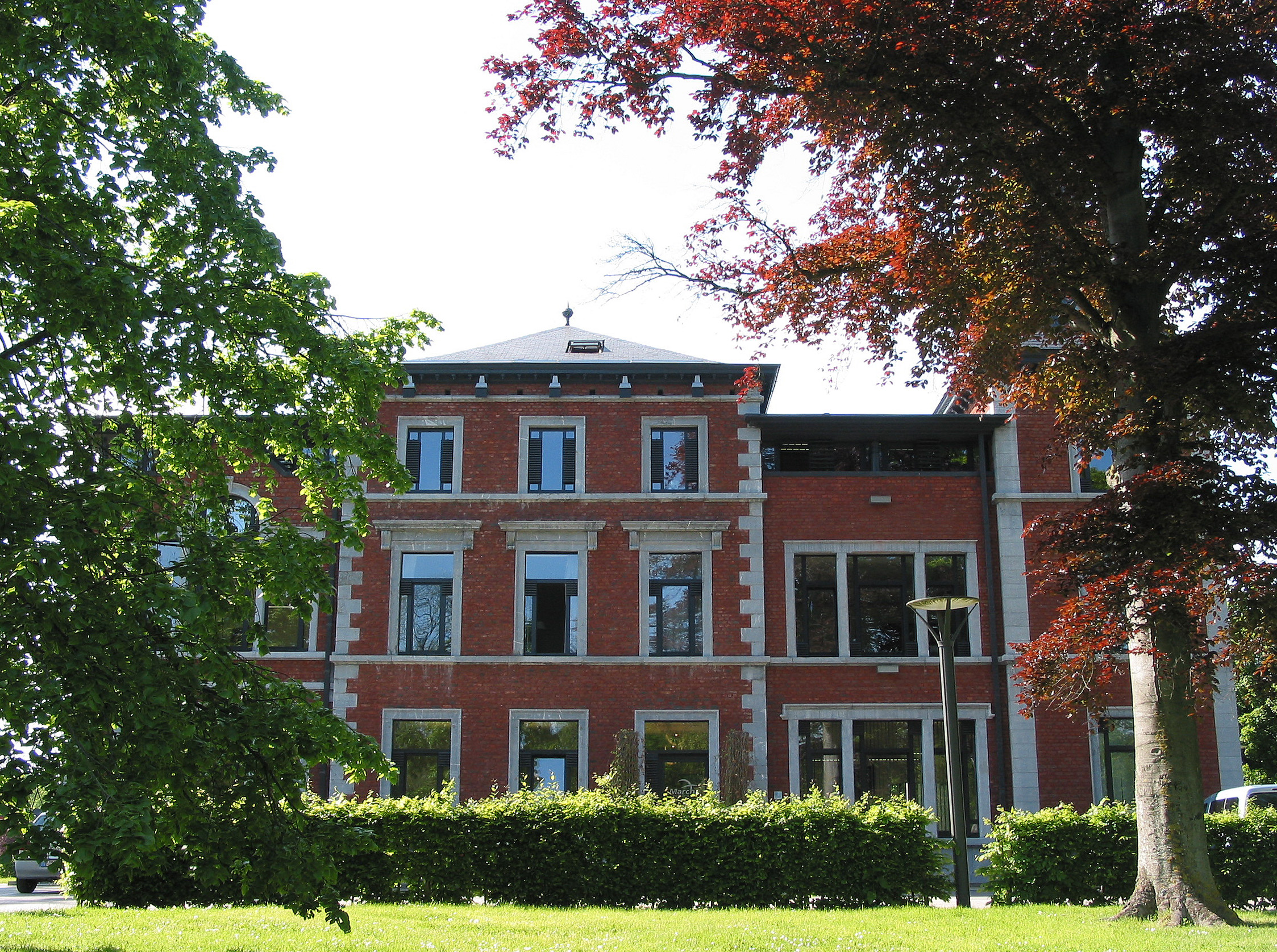
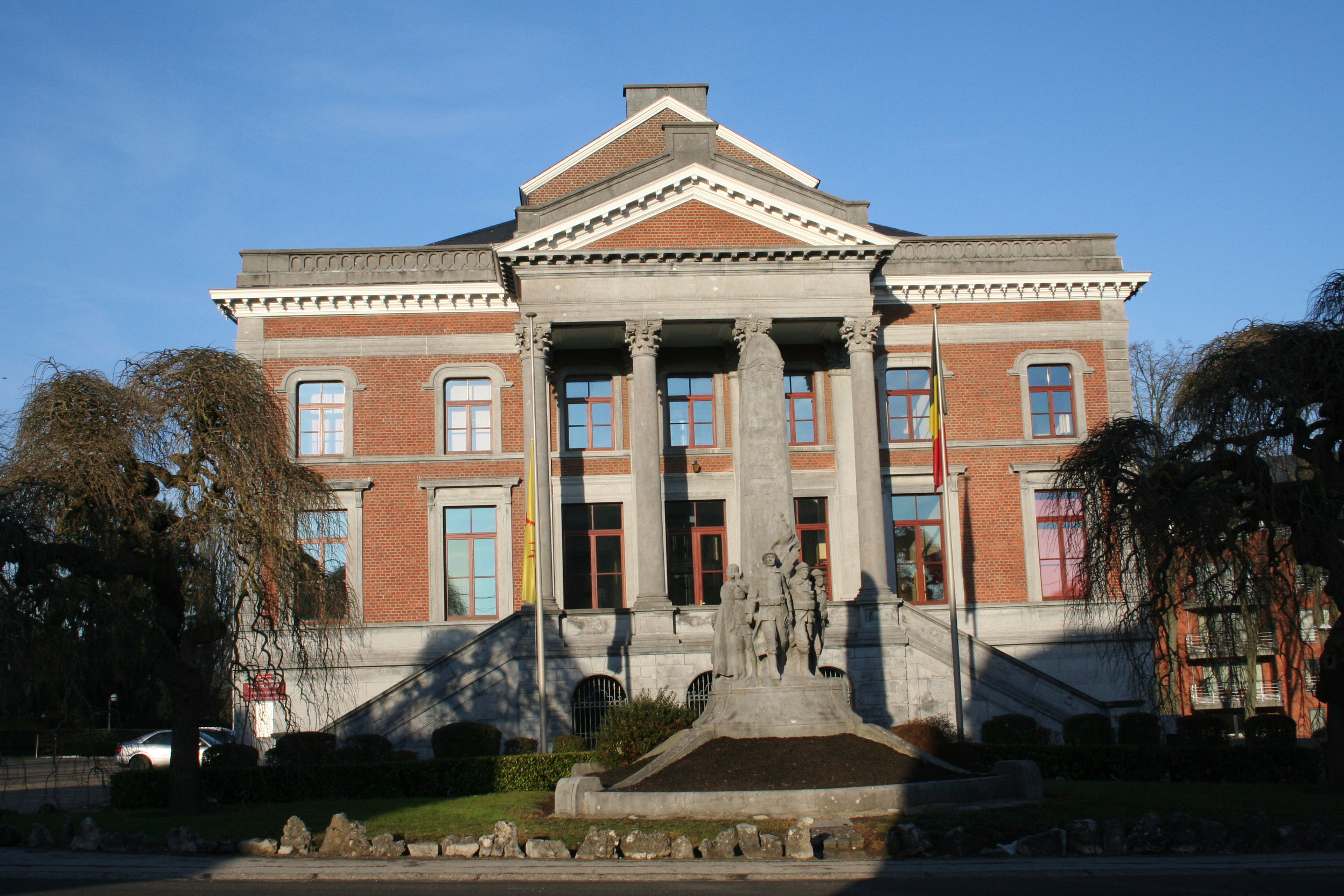
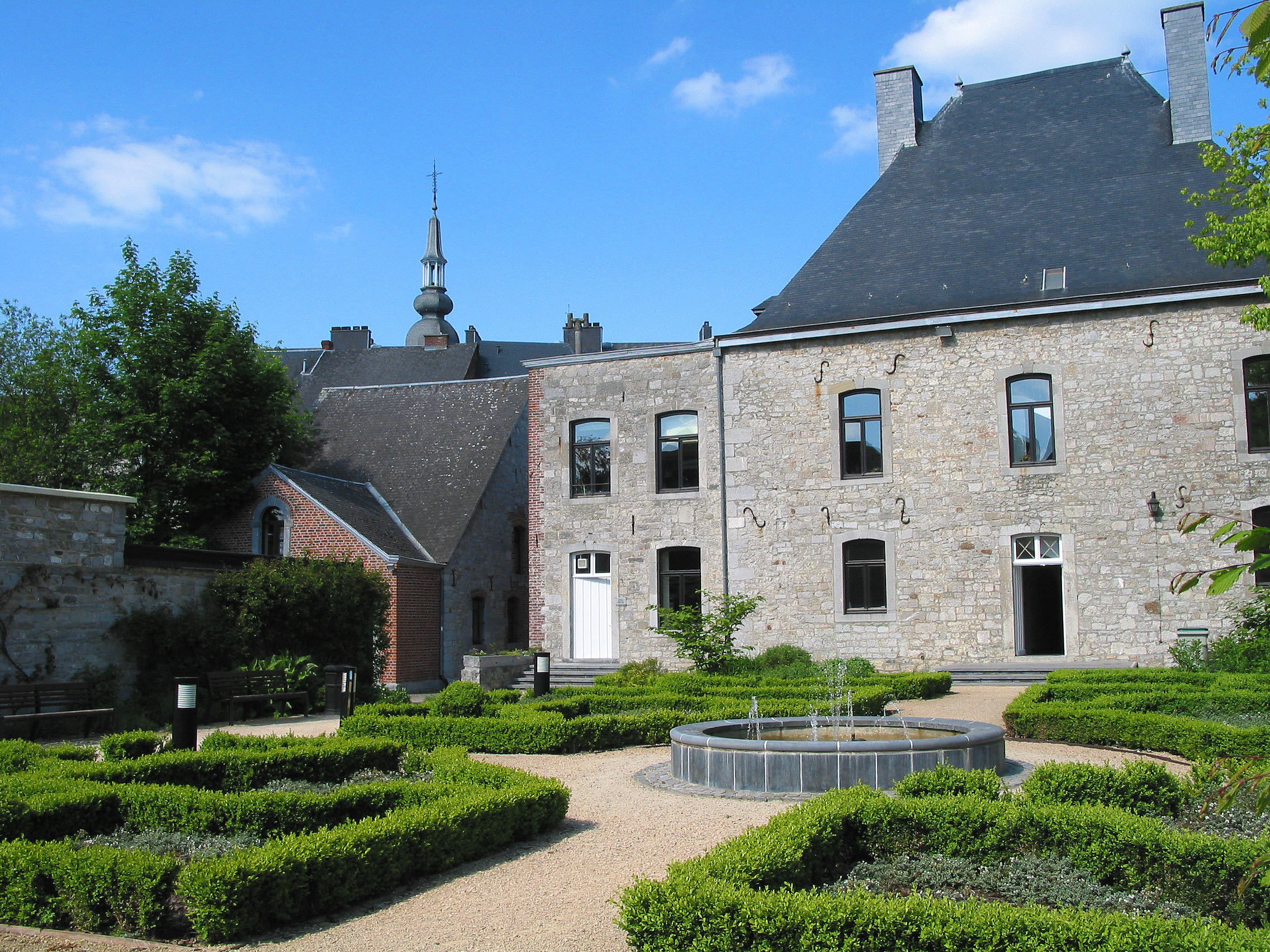